# NGC 2732
NGC 2732 في الفهرس العام الجديد، هي مجرة، تقع في كوكبة الزرافة. اكتشفت في 2 سبتمبر 1828 بواسطة جون هيرشل.

## روابط خارجية
- NGC 2732 على موقع ويكي سكاي: DSS2, SDSS, GALEX, IRAS, Hydrogen α, X-Ray, Astrophoto, Sky Map, Articles and images